# テリー・ダンフィールド
テレンス・ダンフィールド（英語: Terrence Danfield、1982年2月20日 - ）は、カナダとイングランドの元サッカー選手、現サッカー指導者。元カナダ代表。選手時代のポジションはMF。

## クラブ歴
バンクーバー生まれ。イングランドで行われたサッカー大会でマンチェスター・シティFCから興味を持たれ、同クラブの下部組織に加入した。2001年にジェフ・ホイットリーとの交代でプレミアリーグ初出場を記録した。しかし監督がジョー・ロイルからケビン・キーガンに代わると出場機会を失い、監督側は契約更新を求めていたものの、退団の運びとなった。
2002年にバリーFCに移籍。レギュラーとして活躍していたが、2005年1月に膝蓋骨を骨折し、同年夏に放出された。その後は治療のために専門家のいる北米に戻った。回復後は古巣のマンチェスター・シティでリハビリを行った。
2007年7月、練習参加を経てマクルズフィールド・タウンFCに加入した。同シーズンのクラブ最優秀選手となった。
2009年1月にシュルーズベリー・タウンFCに6万5000ポンドに移籍。夏までは適応に苦しんだが、翌シーズンには代表に初選出されるほどの活躍を見せた。しかしカナダ代表のスティーヴン・ハート監督から代表でのキャリアを考えるのならEFLリーグ2より上のリーグでプレーするべきだと言われたために翌月に退団した。クラブのグラハム・ターナー監督は「彼にとってはリーグ2に所属するこのクラブのサッカーでは彼を満足させるに足らなかった」と述べた。

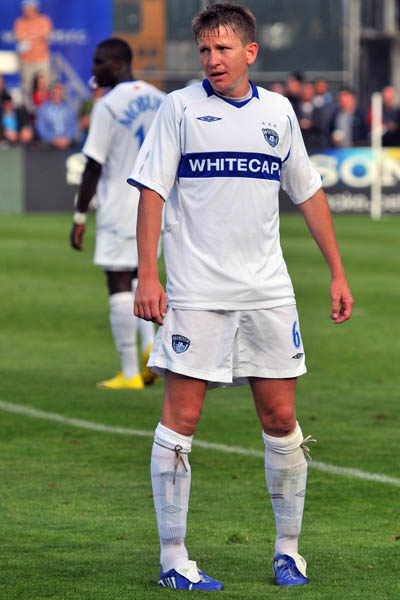
2010年、バンクーバー・ホワイトキャップス時代

退団後にはマザーウェルFCの練習に参加していた最中にメジャーリーグサッカー入りが決まっていたバンクーバー・ホワイトキャップスからオファーを受けて、加入した。2010年12月10日に翌シーズンのメンバー入りが発表され、メジャーリーグサッカーの選手となった。
2011年7月14日にトロントFCにトレードに出された。同月30日にジュリアン・デ・グズマンとの交代で移籍後初出場を記録した。移籍後初得点は2012年7月11日で、相手は古巣のバンクーバー・ホワイトキャップスであった。同年のクラブ最優秀選手に選出された。2013年6月に退団した。
2014年2月20日、練習参加を経てオールダム・アスレティックAFCに夏までの契約で加入した。同年夏を以て契約満了した。
同年10月にロス・カウンティFCに加入した。シーズン終了後に退団した。
2016年にトロント・アトミックFCに加入した。同年6月25日に加入後初得点を記録した。8得点を記録し、クラブで最も得点をした選手となったが、同年で引退した。

## 代表歴
2010年5月29日に行われたベネズエラ代表戦でカナダ代表初出場を記録した。代表初得点は2011年6月1日に行われたエクアドル代表戦であったが、代表通じての得点はこの一点に止まった。2013年9月10日のモーリタニア代表戦が代表最後の出場となった。

## 引退後
引退後はThe Sports Networkで分析官、OneSoccerでコメンテーターを務めた。